# Microcavia salinia
El cuis chico (Microcavia salinia) es una especie de roedor del género Microcavia de la familia de los cávidos. Habita en ambientes áridos y semiáridos del centro-oeste del Cono Sur de Sudamérica.

## Taxonomía
Descripción original
Esta especie fue descrita originalmente en el año 1921 por el mastozoólogo británico Michael Rogers Oldfield Thomas, incluyéndola como una subespecie de Caviella australis, es decir, con el nombre científico trinominal de: Caviella australis salinia.
Localidad tipo
La localidad tipo referida es: “Recreo, departamento La Paz, sudeste de la provincia de Catamarca, Argentina”.
Holotipo
El ejemplar holotipo designado es un viejo macho, catalogado como: B. M. número 21.4.7.6 (número original 1226). El 17 de noviembre de 1920 fue recogido y preservado por el colector Emilio Budin, quien luego lo envió a Oldfield Thomas, junto con otros 8 ejemplares.
Etimología
Etimológicamente el término genérico Microcavia se construye con una palabra del idioma griego, en donde: mikros significa 'pequeño' más cavia que es el nombre genérico homónimo que identifica a roedores de mayor tamaño y que proviene del nombre vulgar en idioma portugués: caviá. El epíteto específico salinia alude al ambiente donde fue recogida la serie que permitió su descripción: un área perisalina. 

### Historia taxonómica

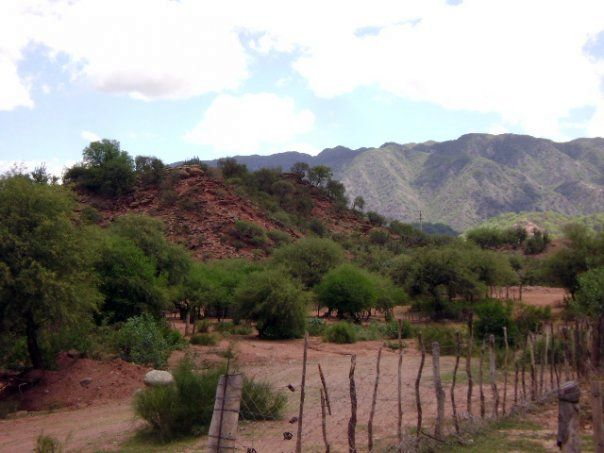
Vista del hábitat de esta especie, en Olta, provincia de La Rioja (Argentina).

El taxón fue transferido del género Caviella al género Microcavia. En un trabajo publicado en el año 2017, efectuado por los zoólogos Pablo Teta, Ricardo Alberto Ojeda, Sergio O. Lucero y Guillermo D’Elía, se elevó a la condición de especie plena a Microcavia maenas, sinonimizando en esta al taxón Microcavia australis salinia. Tres años después, en 2020 —y a casi un siglo de su descripción—, en una publicación efectuada por Rocío Tatiana Sánchez se la retiró de la sinonimia de M. maenas y se le otorgó la categoría de especie plena, atendiendo a las distintivas diferencias cromáticas y morfológicas entre ambas, sumado al hecho que estas dos formas se encuentran en simpatría en sectores de Catamarca y La Rioja.

## Características
Microcavia salinia es de tamaño grande para el género, con longitud total de entre 185 y 225 mm (media de 201,4 mm).
Coloración
En tamaño y coloración dorso-lateral no presenta diferencias con Microcavia maenas, pero se la puede separar por tener ventralmente pelos mucho más largos y de un color blanco puro uniforme, sin presentar estos la tonalidad amarillo-opaco, grisáceo o pardo claro-amarillento de M. maenas, que además tiene allí pelos más cortos. Esta última especie posee la quijada muy blanquecina, lo que marca un notable contraste con la coloración ventral del cuello, ya que allí exhibe un collar de pelos amarillentos; en cambio M. salinia no muestra coloración diferente en la parte ventral del cuello, por lo que la transición cromática dorso-vientre es más abrupta. El anillo periocular está claramente demarcado; las mejillas son bien blanquecinas; las orejas muestran una coloración marrón del lado dorsal, mientras que los pelos de la cara ventral son blanquecinos o amarillentos; las patas de la mayoría de los ejemplares están cubiertas por pelos blancuzcos, aunque hay algunos que poseen en ellas pelos amarillentos.
Cráneo
En el cráneo de M. salinia los nasales convergen hacia el extremo anterior, mientras que en M. maenas los nasales son anchos y paralelos, no aguzados en los extremos. M. salinia posee el rostro más delgado y el parietal más convexo que M. maenas.

## Distribución, hábitats y costumbres
Microcavia salinia es un taxón endémico del centro-oeste de la Argentina. Tentativamente se distribuiría en las provincias de: Catamarca, La Rioja —en el centro y este—, Córdoba —en el oeste—, San Luis —en el norte— y Santiago del Estero —en el sudoeste—. Por continuidad de hábitat, tal vez también alcance el este de San Juan, pero no hay registros aún.
Habita en bosques xerófilos, estepas y arbustales áridos y semiáridos, tanto en llanuras de baja altitud como en zonas serranas y montañosas. La localidad típica es una zona marginal de las Salinas Grandes, parte de la mayor área de salares del planeta, con un total de unos 30 000 km² de cuerpos salinos. Este roedor muestra predilección por utilizar como refugio micrositios compuestos por pilas de ramas secas. Es común en cercos y costados de las rutas. Habita tanto en ambientes chaqueños áridos, como en bordes de salinas, incluso también en hábitats de monte y prepuna.
Como las otras especies del género Microcavia, en M. salinia su dieta estaría integrada por hojas, semillas y frutos. Sería a su vez el alimento de una enorme cantidad de predadores, desde zorros, felinos, hurones y aves rapaces hasta varias especies de serpientes, entre las cuales con seguridad está el enorme bóido conocido localmente como lampalagua (Boa constrictor occidentalis), ya que 2 ejemplares de este roedor fueron encontrados en el tracto digestivo de ese reptil.
Poco se sabe de sus costumbres sociales y reproductivas. Se colectaron machos adultos que exhibieron testículos escrotales: uno en mayo y otro en septiembre.